# 근로복지공단 정선병원
근로복지공단 정선병원(勤勞福祉公團 旌善病院)은 산업재해 근로자에 대한 요양 관리를 위해 설립된 대한민국 고용노동부 산하 근로복지공단 소속의 직영병원이다.

## 연혁
- 1988년 11월 30일 : 근로복지공사 정선병원 개원
- 1995년 4월 7일 : 산재관리의료원 정선병원으로 변경
- 2010년 4월 28일 : 근로복지공단 정선산재병원으로 변경
- 2014년 7월 2일 : 근로복지공단 정선병원으로 변경

## 조직
병원장
- 진료지원부
- 진료 각 과
- 진단검사의학실
- 영상의학실
- 약제부
- 간호부
- 경영지원부